# NGC 3464
NGC 3464 је спирална галаксија у сазвежђу Хидра која се налази на NGC листи објеката дубоког неба.
Деклинација објекта је - 21° 3' 59" а ректасцензија 10h 54m 39,8s. Привидна величина (магнитуда) објекта NGC 3464 износи 12,5 а фотографска магнитуда 13,2. Налази се на удаљености од 50,003 милиона парсека од Сунца. NGC 3464 је још познат и под ознакама ESO 569-22, MCG -3-28-21, UGCA 222, IRAS 10521-2047, PGC 32778.